# Etelredo II d'Inghilterra
Etelredo detto il Malconsigliato (in antico inglese Æþelred Unræd; Wessex, 968 – Londra, 23 aprile 1016) è stato re degli Inglesi dal 978 al 1013 e dal 1014 al 1016.
Era il figlio di Edgardo il Pacifico, re degli Inglesi (959–975) e di Aelfthryth. La maggior parte del suo regno (991–1016) fu segnata dalla guerra contro gli invasori danesi.

## Nome
Il nome originale Æthelred, composto dagli elementi æðele, "nobile", e ræd, "consiglio", è tipico degli appartenenti al casato del Wessex e foneticamente assomiglia ai nomi dei suoi antenati, come Æthelwulf ("nobile-lupo"), Ælfred ("elfo-consiglio"), Eadweard ("ricca-protezione"), Eadgar ("ricca-lancia").
Il noto soprannome di Æthelred, Unræd in antico inglese, è tipicamente tradotto in inglese moderno come "Unready". Tuttavia, mentre unready signfica letteralmente "impreparato", il termine inglese antico unræd significa "senza consiglio", "scarsamente consigliato" o "mal consigliato". Quindi il nome completo in inglese antico del sovrano, Æþelred Unræd, sarebbe un gioco di parole a significare "nobile consiglio, senza consiglio". Un epiteto più preciso rispetto all'originale anglosassone, seppur usato meno frequentemente, è "Redeless".
Poiché il soprannome è registrato per la prima volta nel 1180, oltre centocinquant'anni dopo la sua morte, è poco chiaro se porta qualche implicazione circa la reputazione del re presso i suoi contemporanei.

## Biografia
Dopo la morte del padre e poi del fratellastro Edoardo il Martire, ucciso dai servi della madre di Etelredo, egli salì al trono all'età di soli 10 anni.

### Il conflitto con i danesi
L'Inghilterra stava vivendo un lungo periodo di pace dopo la riconquista del Danelaw nella seconda metà del 900. Ma nel 991 Etelredo fu attaccato da una flotta vichinga composta da 94 imbarcazioni, più grande di quella di Guthrum della vecchia estate d'armi di un secolo prima. Questa flotta era comandata da Olaf Trygvasson, un norvegese con l'ambizione di reclamare il Danelaw per il proprio paese. Dopo un inizio di guerra disastroso, inclusa la sconfitta militare di Byrhtnoth nella battaglia di Maldon, Etelredo venne a patti con Olaf, che ritornò in Norvegia per succedere al trono. Mentre Etelredo affrontava i norvegesi, dovette subire varie incursioni dei vichinghi. Cercò di fronteggiarle, anche se spesso, per evitarle, pagava anticipatamente gli invasori, come aveva già fatto Alfredo il Grande; questa dazione è conosciuta come Danegeld.
Etelredo ordinò il massacro dei danesi che vivevano in Inghilterra il giorno di san Brizio di Tours, il 13 novembre 1002, come descritto nelle cronache di Giovanni di Wallingford. Sveyn Barbaforcuta iniziò una serie di campagne per conquistare l'Inghilterra: salito al trono nel 1013, costrinse Etelredo all'esilio, ma dopo la vittoria visse solo per cinque settimane. Nel 1014 Canuto il Grande venne proclamato re d'Inghilterra dalla flotta danese, ma fu costretto a lasciare l'Inghilterra quello stesso anno. Canuto ritornò nel 1015 e concordò una divisione dell'Inghilterra con Edmondo II d'Inghilterra, il figlio di Etelredo.

### La morte
Nel 1013 Etelredo fuggì in Normandia, a cercare la protezione di suo cognato Riccardo II di Normandia, quando l'Inghilterra era ormai sotto il controllo di Sveyn Forkbeard di Danimarca e del suo esercito. Ritornò nel febbraio del 1014, dopo la morte di Sveyn. Etelredo morì e fu sepolto a Londra nella cattedrale di Saint Paul. Gli succedette il figlio, Edmondo II d'Inghilterra, che divise la corona inglese con Canuto, figlio di Sweyn Barbaforcuta.

## Matrimoni
Etelredo sposò in prime nozze nel 985
- Ælfgifu di York (970-1002), figlia di Ælfhelm, ealdorman[5] di York, che gli diede 6 figli:
  - Æthelstan Ætheling (986 – 1013), morto combattendo contro i danesi;
  - Ecgberht Ætheling (987 – 1005);
  - Edmondo (988 – 1016), detto Fiancodiferro, futuro re d'Inghilterra;
  - Eadred Ætheling (990 – 1015);
  - Eadwig Ætheling (991 – 1017), fatto uccidere da Canuto il Grande;
  - Eadgar Ætheling, (994 –1012), detto il Vecchio.
- e quattro figlie:
  - Edith (995 – ?), che sposò Eadric Streona, ealdorman di Mercia (985 – 1017) e in seconde nozze il conte danese Turcytel Thorgils Havi (992 – 1039);
  - Ælfgifu (997 – ?), che sposò (1014 ?) il normanno Uchtred l'Ardito (989 – 1016), ealdorman di Bamburgh, ed in seconde nozze Alfgar III, ealdorman di Mercia (1002 – 1059);
  - Wulfhilda (998 – ?), sposata con Ulfcytel Snylling;
  - una figlia (1000 – ?), sposata con Athelstan, re di Ringmare (996 – 1016).
  - una figlia (1001 – 1051), badessa di Wherwell.

Si risposò nel 1002 con 
- Emma di Normandia (985 – 1052), detta La rosa di Normandia per la sua bellezza, il cui pronipote sarà Guglielmo il Conquistatore, che userà questa parentela per pretendere il trono. Da lei ebbe almeno tre figli:
  - Godgifu (1004 – 1049), sposata con Drogo, conte di Nantes e Vexin (†1035) ed in seconde nozze con Lamberto II, conte di Boulogne e Lens (†1093);
  - Edoardo, (1005 – 1066) futuro re conosciuto con il nome de Il confessore;
  - Ælfred Ætheling (1006 - 1037).

## Ascendenza
|                          |   |                | Genitori          |  |  | Nonni |  |  | Bisnonni           |  |  | Trisnonni         |  |
|                          |   |                |                   |  |  |       |  |  | Edoardo il Vecchio |  |  | Alfredo il Grande |  |
|                          |   |                |                   |  |  |       |  |  | Edoardo il Vecchio |  |  | Alfredo il Grande |  |
|                          |   | Ealhswith      |                   |  |  |       |  |  | Edoardo il Vecchio |  |  |                   |  |
| Edmondo il Vecchio       |   |                |                   |  |  |       |  |  | Edoardo il Vecchio |  |  |                   |  |
|                          |   | Edgiva di Kent | Sigehelm del Kent |  |  |       |  |  |                    |  |  |                   |  |
|                          |   | Edgiva di Kent | Sigehelm del Kent |  |  |       |  |  |                    |  |  |                   |  |
|                          |   | Edgiva di Kent | …                 |  |  |       |  |  |                    |  |  |                   |  |
| Edgardo il Pacifico      |   | Edgiva di Kent |                   |  |  |       |  |  |                    |  |  |                   |  |
|                          |   | …              | …                 |  |  |       |  |  |                    |  |  |                   |  |
|                          |   | …              | …                 |  |  |       |  |  |                    |  |  |                   |  |
|                          |   | …              | …                 |  |  |       |  |  |                    |  |  |                   |  |
| Elgiva di Shaftesbury    |   | …              |                   |  |  |       |  |  |                    |  |  |                   |  |
|                          |   | Wynflaed       | …                 |  |  |       |  |  |                    |  |  |                   |  |
|                          |   | Wynflaed       | …                 |  |  |       |  |  |                    |  |  |                   |  |
|                          |   | Wynflaed       | …                 |  |  |       |  |  |                    |  |  |                   |  |
| Etelredo lo Sconsigliato |   | Wynflaed       |                   |  |  |       |  |  |                    |  |  |                   |  |
|                          | … | …              |                   |  |  |       |  |  |                    |  |  |                   |  |
|                          | … | …              |                   |  |  |       |  |  |                    |  |  |                   |  |
|                          | … | …              |                   |  |  |       |  |  |                    |  |  |                   |  |
| Ordgar                   | … |                |                   |  |  |       |  |  |                    |  |  |                   |  |
|                          |   | …              | …                 |  |  |       |  |  |                    |  |  |                   |  |
|                          |   | …              | …                 |  |  |       |  |  |                    |  |  |                   |  |
|                          |   | …              | …                 |  |  |       |  |  |                    |  |  |                   |  |
| Elfrida d'Inghilterra    |   | …              |                   |  |  |       |  |  |                    |  |  |                   |  |
|                          |   | …              | …                 |  |  |       |  |  |                    |  |  |                   |  |
|                          |   | …              | …                 |  |  |       |  |  |                    |  |  |                   |  |
|                          |   | …              | …                 |  |  |       |  |  |                    |  |  |                   |  |
| …                        |   | …              |                   |  |  |       |  |  |                    |  |  |                   |  |
|                          |   | …              | …                 |  |  |       |  |  |                    |  |  |                   |  |
|                          |   | …              | …                 |  |  |       |  |  |                    |  |  |                   |  |
|                          |   | …              | …                 |  |  |       |  |  |                    |  |  |                   |  |
|                          |   | …              |                   |  |  |       |  |  |                    |  |  |                   |  |